# Элегантный древолаз
Элегантный древолаз (лат. Adelphobates quinquevittatus) — род земноводных семейства древолазов.

## Распространение
Этот вид встречается в южной части Амазонии, на западе Бразилии в штатах Рондония и Амазонас, а также в Перу в регионе Лорето.

## Образ жизни
Живёт на лесной подстилке в тропических лесах. Головастики развиваются в сезонных источниках воды, включая бромелиевые.